# Dagoberto da Pisa
Dagoberto o Daiberto Lanfranchi (1050 circa – Messina, 15 giugno 1107) è stato un arcivescovo cattolico e un primate italiano.

## Biografia
Il nome stesso di Dagoberto pone la sua origine tra la Lombardia e l'Emilia, sede di alcune città fermamente imperiali.
Si conosce poco dei primi anni di Daiberto, ma si pensa sia stato originariamente ordinato da Wezilo, Arcivescovo di Magonza dal 1084 al 1088, uno dei principali sostenitori dell'imperatore e dell'Antipapa Clemente III nella Lotta per le investiture.
Nel 1085 Wezilo fu scomunicato per simonia dal sinodo filo-papale di Quedlinburg.

### Arcivescovo di Pisa
Entro la fine degli anni 1080 Daiberto aveva cambiato schieramento, avvicinandosi alla contessa Matilde di Canossa, uno dei più convinti sostenitori del papato.
Papa Urbano II annullò l'ordinazione irregolare di Dagoberto sostituendola con una canonica e nel 1088 lo nominò vescovo di Pisa.
Inizialmente, la nomina di un uomo con un passato così controverso, suscitò delle ostilità.
Pietro, vescovo di Pistoia, protestò presso il papa, e il capitolo della cattedrale si oppose, ma Urbano continuò ad appoggiarlo, permettendo a Daiberto di stabilire la sua autorità.
Egli partecipò attivamente alla vita civile di Pisa, per esempio unendosi con altri notabili nel 1090 per regolamentare l'altezza massima delle torri, stabilendone in 36 braccia pisane (circa 21 metri) la loro estensione verso l'alto.
Sembra che sia diventato una figura molto rispettata nella vita politica ed economica di Pisa, adottando un approccio pratico ai problemi che affrontò a Pisa e più tardi nella sua carriera.
Egli rimase vicino a Urbano e Matilda e il 21 aprile 1092 Urbano, su raccomandazione di Matilda, elevò la sua sede ad arcivescovado,, sottoponendo anche i vescovati corsi alla metropoli di Pisa, mentre la legazia papale sulla Sardegna gli fu conferita in seguito. 

Pisa fu la prima arcidiocesi creata nell'Italia centrosettentrionale a partire dal VI secolo, e, a seguito dei conferimenti della Sardegna e della Corsica, assunse un'importanza centrale nella politica del papato sul mar Mediterraneo.
Daiberto trascorse il Natale del 1094 con Papa Urbano e poi lo accompagnò nel suo viaggio pastorale di Italia e Francia, inclusi il Concilio di Piacenza, che si tenne per riaffermare l'autorità del Papa dopo la lotta per le investiture, e il Concilio di Clermont, al quale il Papa lanciò la Prima crociata.
Daiberto tornò poi a Pisa a predicare la crociata, ricevendo entusiastico sostegno.
Nel 1098 Urbano lo nominò Legato pontificio presso la corte di re Alfonso VI, re di Castiglia e León.
Egli dimostrò grande abilità nella sua posizione, ma incoraggiò la corruzione nella organizzazione dei territori conquistati ai Mori.
Secondo alcune voci si appropriò di alcuni tesori che il re di León aveva inviato al Papa.

### Patriarca latino di Gerusalemme
Prima della fine del 1098 Daiberto partì per l'Oriente con una flotta pisana di razziatori, che saccheggiò alcune isole bizantine dell'Egeo ed ebbe qualche scaramuccia con una flotta inviata dall'imperatore, prima di dirigersi verso la Siria.
Uno dei comandanti crociati, Boemondo d'Antiochia, stava assediando il porto bizantino di Laodicea e Daiberto e i Pisani accettarono di aiutarlo, bloccando il porto dal mare.
Ciò fece inorridire gli altri leader dei Crociati che, vedendo la necessità di cooperare con l'imperatore bizantino e i cristiani orientali, persuasero Daiberto a togliere il blocco.
Boemondo fu costretto ad abbandonare l'assedio e accompagnò Daiberto a Gerusalemme, dove giunse il 21 dicembre 1099.
Non è chiaro in che veste Daiberto si sia recato a est; molti storici ritengono che Urbano lo avesse nominato legato pontificio per la crociata al posto di Ademaro di Le Puy, che era morto nell'agosto 1098.
Tuttavia, in una lettera del settembre 1099 al nuovo papa Pasquale II, successore di Urbano che era morto il 29 luglio 1099, Daiberto si firma semplicemente "arcivescovo di Pisa".
Subito dopo Natale, il Patriarca latino di Gerusalemme Arnolfo di Rœux fu deposto con la motivazione che la sua elezione era contraria al diritto canonico, perché non era diacono e, con l'appoggio di Boemondo, Daiberto fu eletto al suo posto il 26 o il 31 dicembre del 1099.
L'opinione pubblica aveva sempre sostenuto che la Terra Santa dovesse entrare nel patrimonio della Chiesa, ma Arnolfo era stato troppo debole per affermare il suo primato.
La posizione di Daiberto era più forte, perché era (probabilmente) legato pontificio ed aveva il sostegno della flotta pisana.
Subito dopo essere stato eletto Advocatus Sancti Sepulchri (Difensore del Santo Sepolcro), Goffredo di Buglione si inginocchiò davanti a lui e fu investito del territorio di Gerusalemme, Boemondo fece lo stesso per Antiochia.
Baldovino, il futuro re di Gerusalemme, che in quel momento era ancora Signore di Edessa, non rese omaggio a Daiberto e le loro relazioni non sembra siano state buone.
Daiberto era ansioso di affermare il potere del Patriarcato affinché il Regno di Gerusalemme fosse governato direttamente dalla Chiesa, con a capo il Papa rappresentato dal Patriarca, e chiese che Goffredo gli consegnasse Gerusalemme.
Goffredo cedette in parte e in una cerimonia il giorno di Pasqua del primo aprile 1100, annunciò che avrebbe mantenuto il possesso della città fino alla sua morte o fino a quando avesse conquistato altre due grandi città agli infedeli, e lasciò in eredità Gerusalemme al Patriarca.
Tuttavia Goffredo morì nel mese di luglio, mentre Daiberto accompagnava una campagna contro Giaffa condotta dal nipote di Boemondo, Tancredi d'Altavilla.
I nobili approfittarono della sua assenza per proclamare il fratello di Goffredo, Baldovino di Boulogne primo re di Gerusalemme.

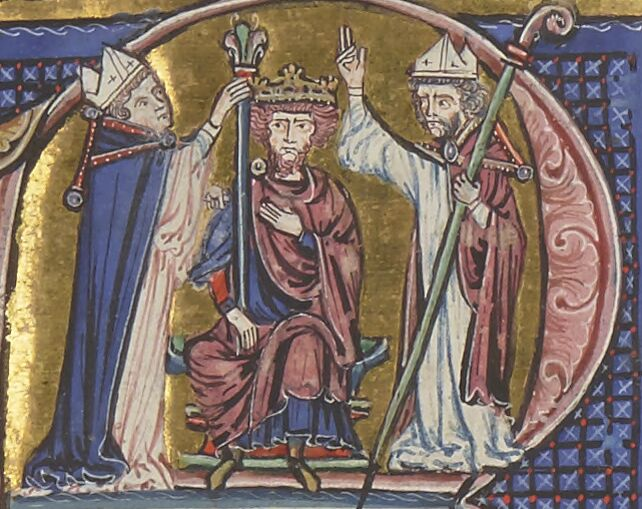
Baldovino I di Gerusalemme fu incoronato da Daiberto.

Daiberto tentò di reclamare Gerusalemme, i suoi seguaci si impadronirono della Torre di Davide, la cittadella di Gerusalemme.
Con l'appoggio di Tancredi, Daiberto scrisse offrendo la signoria di Gerusalemme a Boemondo, ma la lettera fu intercettata a Laodicea da Raimondo IV di Tolosa e Boemondo in quel periodo fu catturato in battaglia dai Turchi danishmendidi e rinchiuso per 3 anni a Niksar.
L'11 novembre, Baldovino assunse il titolo di re di Gerusalemme.
Daiberto fu costretto ad accettare la sconfitta e Baldovino, considerata la sua influenza sulla flotta pisana, lo confermò Patriarca.
Il giorno di Natale 1100 Baldovino rese omaggio al Patriarca e fu incoronato re
dal riluttante Daiberto, che però lo fece a Betlemme invece che a Gerusalemme.
L'arrivo di una squadra navale genovese, nell'aprile 1101 indebolì la posizione di Daiberto, in quanto Baldovino non dipendeva più dalla flotta pisana per il controllo del mare.
Il re, poiché era sempre a corto di denaro, aveva bisogno di controllare il flusso di danaro alla Chiesa, alla quale i pii simpatizzanti facevano le loro donazioni.
Allo scopo di indagare su delle contestazioni sollevate circa la legittimità della nomina di Dagoberto, il papa inviò un Nunzio, Maurizio, il cardinale-vescovo di Porto, che arrivò in Palestina subito prima di Pasqua, Baldovino gli mostrò subito la lettera che Daiberto aveva inviato a Boemondo per impedire la sua incoronazione e accusò di tradimento Daiberto, che si mostrò pentito e implorò il perdono di Baldovino offrendo trecento bisanti a titolo di compensazione, il re, che aveva bisogno di denaro, accettò e dichiarò al Nunzio di averlo perdonato.
Quando, mesi più tardi, il nuovo sovrano ebbe nuove esigenze finanziarie chiese altri soldi a Daiberto che gli dette duecento marchi; Daiberto sostenne di non avere altro ma fu smentito dai sostenitori di Arnolfo di Rœux e Baldovino si infuriò.
Inoltre, in autunno, il Duca di Puglia Ruggero Borsa fece una donazione di mille bisanti da dividere in parti uguali tra il Patriarca, Ordine dell'Ospedale di San Giovanni di Gerusalemme e il re, ma l'avidità di Daiberto lo portò a tenersi l'intera somma.
Maurizio quando lo venne a sapere lo espulse da Gerusalemme; l'ex patriarca si recò ad Antiochia dove governava Tancredi d'Altavilla in veste di reggente per lo zio Boemondo, che lo accolse e gli affidò la chiesa di San Giorgio.
Il Nunzio Maurizio assunse il ruolo di sostituto, ma morì nella primavera del 1102.
In autunno Baldovino ebbe bisogno dell'aiuto militare di Tancredi che, come condizione per la sua assistenza insisté sulla restaurazione di Dagoberto.
Baldovino accettò, ma poi arrivò un inviato del Papa, Roberto da Parigi.
Baldovino e Arnolfo di Rœux, che Daiberto aveva sostituito come Patriarca, costruirono altre accuse dinanzi a un sinodo presieduto da Roberto.
Egli fu accusato di aver attaccato dei cristiani nelle sue incursioni sulle isole bizantine durante il suo viaggio verso est, di aver cospirato per provocare una guerra civile tra Boemondo e Baldovino e di aver trattenuto per sé i soldi destinati al benessere di pellegrini, e deposto nuovamente dalla carica di Patriarca.
Tancredi lo accolse di nuovo ad Antiochia ma non appoggiò ulteriormente le sue richieste.
Secondo Steven Runciman egli si dimostrò un vecchio avaro e corrotto e la sua partenza non suscitò rimpianti.
In seguito Daiberto andò a Roma per presentare appello personalmente a papa Pasquale II.
L'appello fu accolto e Daiberto era sulla via del ritorno per reclamare il patriarcato, quando morì a Messina, in Sicilia, nel 1105.
Durante la sua assenza, Baldovino lo aveva sostituito con un patriarca molto più compiacente, un giovane prete di nome Ebremaro, alla sua morte gli succedette Gibelino di Arles.
Suo successore come arcivescovo di Pisa fu Pietro Moriconi, che potrebbe essere stato eletto dai Pisani prima della morte di Daiberto, suggerendo che potrebbe aver perso il sostegno dopo la sua lunga assenza, ma documenti presenti negli archivi della cattedrale dimostrano che le sue azioni nel corso del suo mandato furono in seguito più volte citate e confermate.

## Reputazione

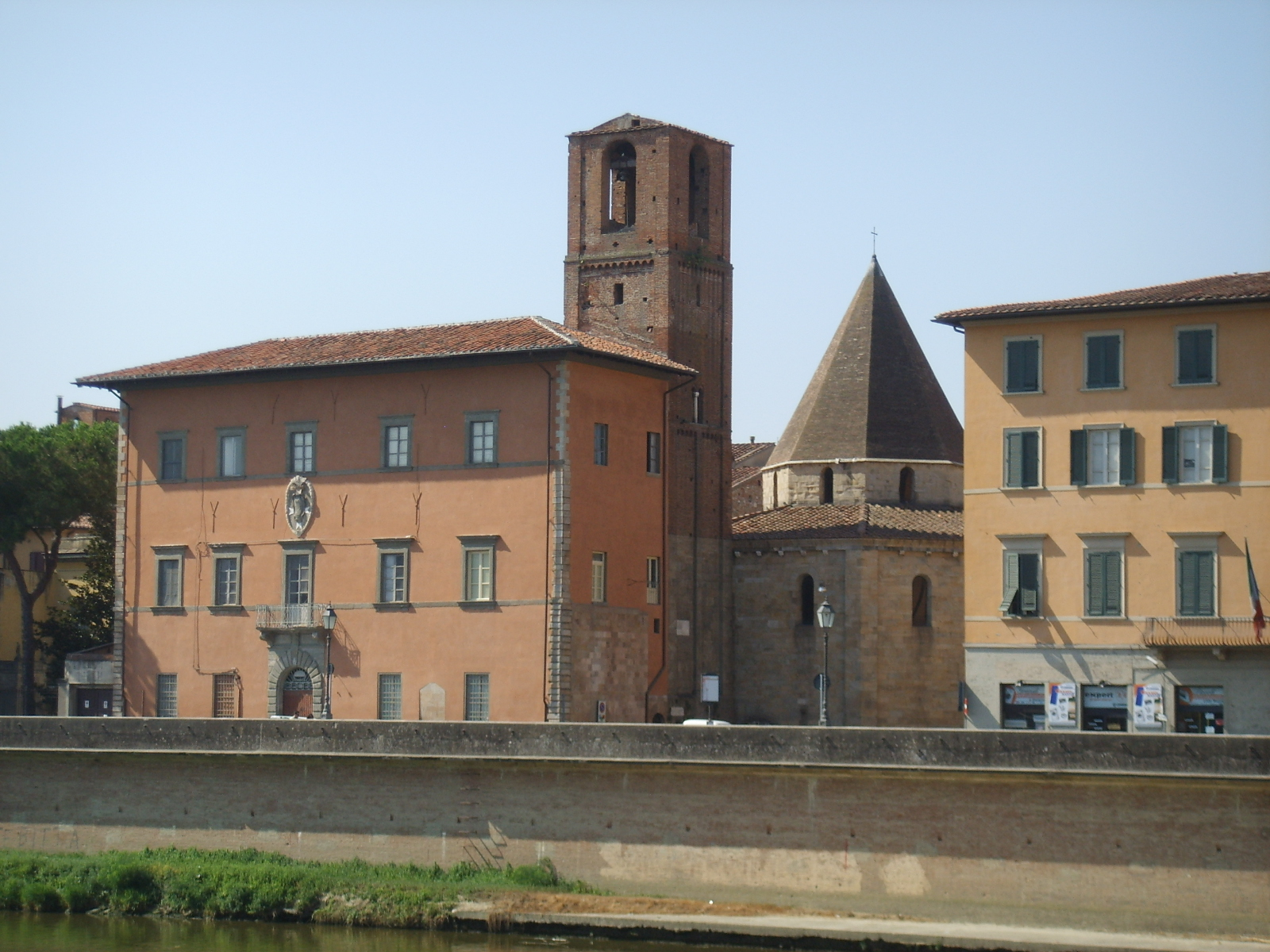
Chiesa del santo sepolcro a Pisa.

Gli storici sono stati generalmente molto critici sul comportamento di Daiberto in Terra santa. Steven Runciman, nella sua Storia delle Crociate, lo descrive come vigoroso ma vanitoso, ambizioso, disonesto e facilmente influenzabile.
In uno studio del 1998, Michael Matzke ha difeso Daiberto sostenendo che le sue azioni come patriarca erano motivate da idealismo religioso e che stava cercando di portare avanti le intenzioni di Papa Urbano. Gli storici sono fortemente in disaccordo sul considerare convincente questa riabilitazione. Patricia Skinner, nella sua indagine sulla carriera di Daiberto, ammette che egli era andato contro la legge canonica ma sostiene che, nelle circostanze eccezionali del momento, aveva dovuto agire in modo pragmatico. Nel corso della Prima Crociata, il papa Urbano II delegò la sua autorità sulla Terrasanta a un proprio emissario, inizialmente Ademaro di Le Puy, cui ben presto succedette Daiberto, arcivescovo di Pisa e, da quel momento, patriarca di Gerusalemme. Con una lettera, datata 1099, Daiberto comunica la vittoria delle forze cristiane e la presa di Gerusalemme.
Il nome della chiesa del Santo Sepolcro a Pisa è un riferimento alla partecipazione di Daiberto alla crociata.

## Successione apostolica
La successione apostolica è: 
- Arcivescovo Bartolomeo  (1100)
- Arcivescovo Benedetto (1100)